# اچ‌ام‌اس سی۲۶
اچ‌ام‌اس سی۲۶ (به انگلیسی: HMS C26) یک زیردریایی بود که طول آن ۱۴۳ فوت ۲ اینچ (۴۳٫۶۴ متر) بود. این زیردریایی در سال ۱۹۰۹ ساخته شد.